# Klyne
Klyne is het Electro-R&B-duo van zanger Nick Klein en producer Ferdous Dehzad. Opgegroeid in het zuiden van Nederland, met respectievelijk Indonesische en Afghaanse roots, begonnen Nick en Ferdous als tieners samen muziek te maken als een manier om te ontsnappen aan de alledaagse werkelijkheid.

## Biografie

### Debuut
Hun muzikale reis kwam in 2015 in een stroomversnelling met het uploaden van hun debuutsingle Paralyzed. Het nummer ging plots viraal en trok de aandacht van muziekblogs, smaakmakers en platenlabels wereldwijd. Terwijl het blog-tijdperk zijn einde naderde, wist Klyne zich razendsnel online te vestigen als een cult sensatie.

### Water Flow
In 2017 brachten ze hun veelgeprezen debuutalbum uit bij Because Music (UK), met daarop de hit song Water Flow. Het nummer groeide uit tot hun tweede virale succes, met bijna 100 miljoen streams, en verstevigde de status van het duo in de online muziekscene.

### Erkenning
In aanvulling op hun eigen artistieke successen, kreeg Klyne brede erkenning in de muziekindustrie. Ze maakten remixes voor artiesten als Disclosure en Sam Smith, en deelden het podium met acts als Christine and the Queens, Metronomy en Years & Years.

### Comeback
Na een lange pauze, waarin Nick en Ferdous werkten aan hun solo-projecten, maakt het duo zich nu op voor een comeback in 2025. Met nieuwe muziek op komst, zet Klyne hun samenwerking met Because Music voort.

## Discografie

### Singles
- Paralyzed, 2015
- Closer, 2016
- Don't Stop, 2016
- Waiting, 2016
- Water Flow, 2017

### Ep's
- Water Flow (Remixes), 2016
- B-Sides, 2017

### Albums
- Klyne, 2017